# Croácia nos Jogos Olímpicos de Inverno da Juventude de 2012
A Croácia competiu nos Jogos Olímpicos de Inverno da Juventude de 2012, realizados em Innsbruck, Áustria.